# Ernestina (Río Grande del Sur)
Ernestina es un municipio brasileño del estado de Río Grande del Sur.
Se encuentra ubicado a una latitud de 28º29'56" Sur y una longitud de 52º34'24" Oeste, estando a una altitud de 493 metros sobre el nivel del mar. Su población estimada para el año 2004 era de 3.113 habitantes.
Ocupa una superficie de 294,28 km².
- Datos: Q174286
- Multimedia: Ernestina / Q174286